# Præsteret
Præsteret, eller en gejstlig domstol, er førsteinstans i sager, hvor præster tiltales for at have tilsidesat folkekirkens bekendelsesgrundlag.
Præsteretten er fastlagt i loven om domstolsbehandling af gejstlige læresager. 
Striden omkring præsten, Thorkild Grosbøl, er et nyere eksempel på at indbringelse for en præsteret blev diskuteret.